# Новосибирские острова (заказник)
«Новосибирские острова» — государственный природный заказник федерального значения в Якутии. Создан 2 марта 2018 года в целях сохранения уникальных экосистем Новосибирских островов и восстановления объектов животного мира, в том числе редких и находящихся под угрозой исчезновения.

## География
Территория охраняемой зоны представлена в основном арктической тундрой в сочетании с болотистой местностью, каменистыми пустынями и песчаными отмелями. Поверхность островов покрыта арктической тундровой растительностью.
Заказник располагается на территории архипелага Новосибирские острова и прилегающей к нему акватории. Территориально делится на 2 участка, не имеющих общих границ:
- Острова Анжу к востоку от меридиана 140° в.д. (восточная часть о. Котельный, включая Землю Брунге и п-ов Фаддеевский, и о. Новая Сибирь)
- Острова Де-Лонга (о-ва Беннетта, Вилькицкого, Генриетты, Жаннетты и Жохова)

Площадь заказника составляет 6 594 496 га, включая 4 894 124 га охраняемой морской акватории моря Лаптевых и Восточно-Сибирского моря.

## Флора и фауна
Заповедник был создан с целью сохранения и восстановления природных комплексов островов и восстановления объектов животного мира, в том числе редких и находящихся под угрозой исчезновения. Природный ландшафт заказника во многом типичен для Арктики, однако имеет свои уникальные черты.
На территории островов обитают занесённые в Красную книгу Якутии морской заяц, белуха и выделенный в России в отдельный подвид лаптевский морж (Odobenus rosmarus laptevi). На островах также присутствуют белые медведи, лемминги, северный олень, волк и песец. Среди растений преобладают мхи и лишайники, но имеются и травянистые растения, включая внесённые в Красную книгу России родиолу розовую и крупку Поле, а также редкие лютик шпицбергенский и лютик ненецкий.
На охраняемой территории также находятся останки вымерших животных, включая кости мамонтов эпохи плейстоцена. Кроме того на островах расположены стоянки древних людей; самая северная из известных Жоховская стоянка, датируемая около 7 тысяч лет назад, находится на острове Жохова.